# Моллакара (санаторий)
 «Моллакара» (туркм. Mollagara) — грязевой курорт в Туркменистане, в западной части пустыни Каракумы, на берегу солёного озера Моллакара, недалеко от железнодорожной станции Джебел, в 24 км от Балканабата. Основан в 1908 году, в 2012 году полностью реконструирован.

## Современное состояние
Сейчас санаторий функционирует круглогодично. В 2012 году были торжественно открыты комплексы новостроек. Санаторий специализируется на грязе- и водолечении, в частности, рапных ваннах. Целебны грязи озера, вода которого сильно минерализована, содержит большое количество хлорида натрия, хлорида кальция, магния и брома. Химический состав вод озера меняется со сменой сезонов года, поэтому меняется и цвет этого исцеляющего водоема. В санатории используют и лечебные вулканические грязи. Кроме аппаратов УВЧ, УЗИ, ЭКГ есть компьютерный томограф, сухой водомассаж, галотерапия, баротерапия, криотерапия, озонотерапия. Действует детское отделение на 30 мест и SPA-центр.
Жилые корпуса отличаются высоким уровнем комфорта. В курортный комплекс входит озеро. На его берегу обустроен солярий для восстановления здоровья на открытом воздухе. Здесь лечат горячим песком Каракумов и горячими камнями.